# 極円 (幾何学)

△ABC
頂垂線 (垂心Hで交わる)
△ABCの極円 、Hを中心とする。

幾何学において、三角形の極円（きょくえん、英:polar circle）は垂心を中心とし、半径の二乗が以下の式で表される円である。{\displaystyle {\begin{aligned}r^{2}&={\overline {HA}}\times {\overline {HD}}={\overline {HB}}\times {\overline {HE}}={\overline {HC}}\times {\overline {HF}}\\[4pt]&=-4R^{2}\cos A\cos B\cos C\\[4pt]&=4R^{2}-{\frac {a^{2}+b^{2}+c^{2}}{2}}\end{aligned}}}ここでA, B, Cは三角形の頂点、Hは垂心 (3本の頂垂線の交点)、 D, E, FはA, B, Cに対する垂足、R は外接円の半径、a, b, cはA, B, Cの対辺の長さである。
一行目の右辺はA, Dが極円で反転の関係にあることを表す。二行目は半径を三角法で表したものであり、式から分かるように極円は鋭角三角形では実点を持たない。

## 性質

△ABC とその 接線三角形
△ABC の外接円e
(中心は外心 L)
接線三角形の外接円s
(中心はK)
△ABCの九点円t
(中心はM)
△ABCの極円d
(中心はH)上記の円の中心はすべて オイラー線上にある。

- 垂心系（英語版）を成す4つの点のうち3点からできる三角形の極円は直交する。
- 極円と第二ドロー＝ファルニー円、ステヴァノヴィッチ円は直交する。
- 三角形の任意の内接円錐曲線の準円と極円は直交する[4]。
- 三角形の外接円、九点円、極円、接線三角形の外接円、の中心は共線（オイラー線）である。
- ド・ロンシャン円を重心を中心に-2倍拡大（2:1の反転[5]）したものである。
- 極円の極三角形は元の三角形である。そのため、「自己共役円」とも呼ばれる[5]。